# Glavočić sedlan
Glavočić sedlan (lat. Chromogobius zebratus) ili kamenjarić je riba iz porodice glavoča (lat. Gobiidae). Na engleskom jeziku nosi ime "Kolombatovic's goby" po našem biologu Jurju Kolombatoviću.  Naraste do 5,5 cm duljine, a živi većinom na koraljnom dnu, na dubinama do 50 m. U Jadranu nije čest, mnogo je češći u Mediteranu. Tijelo mu je prozirno bijele boje s uzdužno poredanim mrljama.

## Rasprostranjenost
Glavoč sedlan samo u Mediteranu, uključujući i Jadran.

## Vanjske poveznice
|  | Zajednički poslužitelj ima još gradiva o temi Chromogobius zebratus |
|  | Wikivrste imaju podatke o taksonu Chromogobius zebratus             |